# Uszty-labinszki járás

Az Uszty-labinszki járás a Krasznodari határterületen

Az Uszty-labinszki járás (oroszul Усть-Лабинский муниципальный район) Oroszország egyik járása a Krasznodari határterületen. Székhelye Uszty-Labinszk.

## Népesség
- 1989-ben 100 770 lakosa volt.
- 2002-ben 115 442 lakosa volt, melyből 103 446 orosz (89,6%), 4 185 örmény, 2 283 ukrán, 1 020 német, 744 cigány, 494 fehérorosz, 368 azeri, 364 grúz, 259 tatár, 230 adige, 146 görög, 7 török.
- 2010-ben 112 900 lakosa volt.

Az örmények százalékos aránya Ladozsszkaja településen haladja meg jelentősen a járási összességben kimutatható arányszámukat.